# Каркеран
Каркера́н или Каркеранн (фр. Carqueiranne) — коммуна на юго-востоке Франции в регионе Прованс — Альпы — Лазурный берег, департамент Вар, округ Тулон, кантон Ла-Гард.
Площадь коммуны — 14,48 км², население — 9482 человека (2006) с выраженной тенденцией к росту: 9899 человек (2012), плотность населения — 684,0 чел/км².

## Население
Население коммуны в 2011 году составляло — 9894 человека, а в 2012 году — 9899 человек.
| 1962 | 1968 | 1975 | 1982 | 1990 | 1999 | 2006 | 2008 | 2011 | 2012 |
| ---- | ---- | ---- | ---- | ---- | ---- | ---- | ---- | ---- | ---- |
| 3826 | 4449 | 5131 | 6199 | 7118 | 8436 | 9482 | 9779 | 9894 | 9899 |

Динамика населения:

## Экономика
В 2010 году из 5809 человек трудоспособного возраста (от 15 до 64 лет) 3934 были экономически активными, 1875 — неактивными (показатель активности 67,7 %, в 1999 году — 65,6 %). Из 3934 активных трудоспособных жителей работали 3590 человек (1866 мужчин и 1724 женщины), 344 числились безработными (152 мужчины и 192 женщины). Среди 1875 трудоспособных неактивных граждан 522 были учениками либо студентами, 825 — пенсионерами, а ещё 528 — были неактивны в силу других причин.
На протяжении 2010 года в коммуне числилось 4699 облагаемых налогом домохозяйств, в которых проживало 10 056,5 человек. При этом медиана доходов составила 23 тысячи 480 евро на одного налогоплательщика.